# NGC 2509
NGC 2509 je otvoreni skup u zviježđu Krmi. 

## Vanjske poveznice
- SEDS: NGC 2509